# Jeroen Appeltans
Jeroen Appeltans (Sint-Truiden, 27 augustus 1990) is een Belgisch voetballer. Het is een centrale middenvelder die uitkomt voor KESK Leopoldsburg.
Hij maakte in het seizoen 2006-2007 zijn debuut in het eerste elftal in eerste klasse, als 16-jarige. In dat seizoen kwam hij twee keer in actie. 
In de winter van 2011 vertrok hij tot het einde van het seizoen naar Herk-de-Stad FC omdat hij maar weinig speelkansen kreeg bij Sint-Truidense VV.

## Statistieken
| seizoen | club              | land   | competitie      | wed. | goals |
| ------- | ----------------- | ------ | --------------- | ---- | ----- |
| 2006/07 | Sint-Truidense VV | België | Jupiler League  | 2    | 0     |
| 2007/08 | Sint-Truidense VV | België | Jupiler League  | 0    | 0     |
| 2008/09 | Sint-Truidense VV | België | Exqi League     | 6    | 0     |
| 2009/10 | Sint-Truidense VV | België | Jupiler League  | 9    | 0     |
| 2009/10 | Sint-Truidense VV | België | Play-Off I      | 4    | 0     |
| 2010/11 | → KVK Tienen      | België | Exqi League     | 7    | 0     |
| 2010/11 | → KSC Grimbergen  | België | Derde Klasse B  | 10   | 2     |
| 2011/12 | → Herk-de-Stad FC | België | Vierde Klasse C | 14   | 7     |
| 2012/13 | KESK Leopoldsburg | België | Vierde klasse C | 0    | 0     |
|         |                   |        | Totaal          | 52   | 9     |

Bijgewerkt: 23/06/2012